# Ypthima tabella
Ypthima tabella är en fjärilsart som beskrevs av Marshall och De Nicéville 1883. Ypthima tabella ingår i släktet Ypthima och familjen praktfjärilar. Inga underarter finns listade i Catalogue of Life.